# Mia Talerico
Mia Talerico, född 17 september 2008 i Santa Barbara i Kalifornien, är en amerikansk barnskådespelare. 
Talerico spelade titelrollen Charlie Duncan i Disney Channels TV-serie Lycka till Charlie! som sändes i 98 avsnitt mellan åren 2010 och 2014. Hon gjorde rollen som Kathryn i skräckfilmen Shadow Theory. 

## Filmer och tv serier
- Lycka till Charlie
- Jessie
- Good Luck Charlie, It's Christmas!
- Shadow Theory
- Photographic Memory
- Conrad
- Mani
- 2025 – American Summer